# Departament d'Alaska
El Departament d'Alaska va ser el nom que va rebre el govern d'Alaska des de la seva compra als russos pels Estats Units el 1867 fins a la reorganització com a Districte d'Alaska el 1884. Durant el període com a departament, Alaska va estar sota la jurisdicció de l'Exèrcit dels Estats Units (fins a 1877), el Departament del Tresor (entre 1877 i 1879) i la Marina dels Estats Units (entre 1879 i 1884). Posteriorment la zona passà a ser el Districte d'Alaska, més tard el Territori d'Alaska i finalment l'estat d'Alaska.
A instàncies del secretari d'Estat William Seward, el Senat dels Estats Units va aprovar la compra d'Alaska a Rússia per 7,2 milions de $ (al voltant de 121 milions de $ de 2014) el 9 d'abril de 1867, i la bandera dels Estats Units va passar a onejar-hi el 18 d'octubre d'aquell mateix any, actualment el Dia d'Alaska. Coincidint amb el canvi de propietat, la línia internacional de canvi de data es va traslladar cap a l'oest, i Alaska canvià el calendari julià pel calendari gregorià, per la qual cosa els habitants d'Alaska van passar del divendres 6 d'octubre de 1867 al divendres 18 octubre de 1867 fruit d'aquests canvis.
El matí del 18 d'octubre de 1867 el USS Ossipee va arribar a Sitka amb el comissionat rus, el capità Alexis Pestchouroff, i el comissionat estatunidenc, el General Lovell Rousseau, a bord. Aquella mateixa tarda 250 soldats estatunidencs, 80 soldats russos, el gerent en cap de la Companyia Russo-Americana, el Príncep Maksutov i la seva dona, i un grup de vilatans es van reunir davant la residència del governador, a Castle Hill, per presenciar el canvi de la bandera de Rússia per la bandera dels Estats Units.
Una doble salva per cada bandera fou disparada, i cada comissionat va fer un breu discurs. Potser per un malentès en les instruccions, el soldat rus que duia la bandera la va deixar caure i aquesta va anar a parar al damunt les baionetes de la guarnició russa. Es diu que la princesa Maksutova es va desmaiar en veure-ho.
Explica la llegenda que el primer administrador nord-americà d'Alaska era l'immigrant polonès Włodzimierz Krzyżanowski. Amb tot, a l'Anchorage Daily News no s'ha pogut trobar cap informació concloent per donar suport o refutar aquesta afirmació. L'opinió pública dels Estats Units va trobar bé en general la compra d'Alaska, tot i que alguns ho van considerar con una bogeria. Ben aviat es va demostrar que la compra havia estat intel·ligent donat els recursos aportats per Alaska. Alaska celebra cada any la compra l'últim dilluns del mes de març, en el que es coneix com el Dia de Seward.
Quan els Estats Units van comprar Alaska encara hi havia vastes regions sense explorar. El 1865 la Western Union va decidir establir una línia de telègraf a través d'Alaska fins a l'estret de Bering per connectar amb una línia a l'Àsia. Robert Kennicott, membre d'un equip de topografia de la Western Union, havia portat el seu equip a Nulato, a la vora del Yukon. Kennicott va morir l'any següent i William Healey Dall es va fer càrrec dels assumptes científics. L'expedició de la Western Union va realitzar els primers estudis científics de la regió i va produir el primer mapa de tot el riu Yukon. Aquell mateix 1866, els treballadors van acabar d'instal·lar amb èxit un cable telegràfic submarí a l'Atlàntic i el projecte a Alaska va ser abandonat.
L'Alaska Commercial Company també va contribuir al creixement de l'exploració d'Alaska en les darreres dècades del segle xix, construint bases comercials al llarg de molts rius de l'interior. Petits grups de trampers i comerciants van endinsar-se cap a l'interior, i tot i que el govern federal va proporcionar una mica de diners a la regió, sovint eren els oficials de l'exèrcit els que exploraren pel seu compte l'interior. En un viatge de quatre mesos el tinent Frederick Schwatka i el seu grup van navegar pel Yukon des del llac Lindeman, al Canadà, fins a St. Michael, prop de la desembocadura del riu al mar de Bering. El 1885 el tinent Henry T. Allen i quatre homes més van viatjar des del golf d'Alaska fins a St. Michael, tot passant pel riu Copper, travessant una serralada cap al riu Tanana, el Yukon i els rius Kanuti i Koyukuk, amb una exploració de prop de 1.500 milles per l'interior d'Alaska.
El 17 de maig de 1884, durant el mandat de Chester Alan Arthur, Alaska passà de departament a Districte.